# The First Reflection
『The First Reflection』（ザ・ファースト・リフレクション）とは2000年4月2日に発売された矢井田瞳のミュージック・クリップ集。発売元は東芝EMI。

## 概要
矢井田瞳初のミュージック・クリップ集であり、インディーズシングル「How?」からメジャー3枚目のシングル「I'm here saying nothing」までのミュージック・クリップを収録している。特典映像として「I'm here saying nothing」のミュージック・ビデオのメイキング映像、ボーナストラックとして「I like」のライブ映像、フォトギャラリーが収録されている。

## 収録曲
1. How?
2. B'coz I Love You
3. ねえ
4. my sweet darlin'
5. I'm here saying nothing
6. Bonus Track (I likeのライブ映像)
7. Photo Gallery